# Michiko Yamamoto
Michiko Yamamoto (山本道子 Yamamoto Michiko?,  nacida el 4 de diciembre de 1936) (山本道子 Yamamoto Michiko), es el seudónimo de una escritora japonesa de cuentos y poesía en las Eras Showa y Heisei japonesas. Su nombre real es Michiko Furuya.

## Biografía
Yamamoto nació en Nakano, Tokio y se graduó en Atomi University en 1957. Sus primeros tres cuentos Mahō, Ame no Isu y Betei-san no Niwa aparecieron en la revista Shinchō en las ediciones de marzo, julio y noviembre de 1972, respectivamente. Rōjin no Kamo fue publicado en agosto de 1972 en la revista Fūkei. Estos cuatro cuentos aparecieron en una edición colectiva. Se basaban en tres años de experiencias en Darwin, Northern Territory, Australia, donde había acompañado a su marido en 1969. Otras colecciones siguieron.
Vive en Kamakura, Kanagawa con su marido. Tienen dos hijas.

## Premios literarios
- 1972 Yamamoto fue premiada con el prestigioso Akutagawa Prize porBetei-san no Niwa (El Jardín de Betty). “Betty-san” se convirtió en el título de la colección.
- El Shinchō Prize por Nuevos Escritos en con Mahō (Powers).